# Fondsdepot Bank
Die Fondsdepot Bank eine Marke der FNZ Bank SE ist ein deutsches Kreditinstitut mit Sitz in Hof (Saale). Die Fondsdepot Bank bietet die Abwicklung administrativer Tätigkeiten für Investmentdepots an. Das Unternehmen ist eine Tochter der FNZ Group.

## Geschichte
1993 wurde das Unternehmen als GKS Gesellschaft für Kontenservice gegründet. Nach Erhalt der Teilbanklizenz im Jahr 2003 firmierte man um in Fondsdepot Bank. Im Mai 2009 wurde die Münchener FondsServiceBank (FSB) ins Unternehmen integriert. Die Fondsdepot Bank übernahm dabei alle Vertriebspartnerverträge sowie die insgesamt rund 460.000 Kundenverträge der FondsServiceBank zur Verwahrung und Verwaltung von Investmentfonds-Depots.
Anfang 2010 übernahm die Fondsdepot Bank das B2B-Anlagekontengeschäfts für die SEB Bank und der SEB Asset Management. Auch erfolgte 2010 die Erweiterung der Banklizenz zur Vollbank. Im Jahr 2014 übernimmt Xchanging das Unternehmen. Von April 2017 bis Januar 2023 gehört die Fondsdepot Bank zum amerikanischen IT-Dienstleistungskonzern DXC Technology und ist seit Januar 2023 Teil der FNZ Group.
Mit der Axa Deutschland wurde im Dezember 2019 ein Kooperationsvertrag geschlossen. Die Fondsdepot Bank sollte zukünftig die Plattform für das Investmentdirektgeschäft der Axa Deutschland stellen.
Seit Unternehmensgründung befindet sich der Haupt- und Abwicklungsstandort im fränkischen Hof. Daneben gibt es Büros in München und Frankfurt am Main.

## Unternehmen
Als größte Fondsplattform im freien Vertrieb in Deutschland verbindet das Unternehmen Investmentmanager und unabhängige Vertriebspartner: Unabhängig von Banken und Asset Managern, bietet sie über 180 Vertriebspartnern einen Zugang zu Investmentlösungen unterschiedlichster Investmentgesellschaften sowie die Verwahrung der Bestände ihrer Kunden in Depots.
Als größtes Haftungsdach in Deutschland stellt die Fondsdepot Bank auch den rechtlichen, technischen und organisatorischen Rahmen für die Beratung und Vermittlung von Anteilen an Investmentvermögen und Vermögensverwaltungsprodukten. Rund eine Million Investmentdepots mit einem Volumen von circa 40 Milliarden Euro Assets under Administration werden von ihr verwaltet. Ziel der Fondsdepot Bank ist es, Endkunden einen Zugang zu einem Fondsuniversum zu ermöglichen. Investmentgesellschaften bietet die Fondsdepot Bank die Möglichkeit, ihre Fondsprodukte einem breiten Spektrum von Vertriebspartnern und Endkunden anzubieten. Das Unternehmen ist eine Tochter der FNZ Group.

## Geschäftsmodell
Die Fondsplattform agiert als ein Business-to-Business-to-Customer-Anbieter (B2B2C). Produktabschlüsse sind nur über kooperierende Vertriebsorganisationen und deren angeschlossene Vermittler möglich. Ein Direktabschluss von Privatkunden bei der Fondsdepot Bank ist nicht möglich.

## Belege
1. 1 2  Stammdaten des Kreditinstitutes bei der Deutschen Bundesbank
2. ↑  Jahresabschluss zum Geschäftsjahr vom 01.04.2019 bis zum 31.03.2020
3. ↑  Axa ordnet seine Bankgeschäfte neu, Frankfurter Allgemeine Zeitung, Ausgabe vom 12. Dezember 2019
4. 1 2  Fondsdepotbank: Über uns, auf Website; Zugriff am 1. April 2020
5. ↑  Die Top-Fondsplattformen im freien Vertrieb (PDF; 0,2 MB), auf fondsprofessionell.de, Zugriff am 1. April 2020
6. ↑  Exklusive Analyse: Deutschlands größte Haftungsdächer, Fonds professionell Ausgabe 4/2019 vom 3. Januar 2020.
7. ↑   (Seite nicht mehr abrufbar. Suche in Webarchiven), auf boersen-zeitung.de, Zugriff am 1. April 2020
8. ↑  Fondsdepot – der richtige Lagerort für Ihre Fondsanteile, auf fondsdepotbank.de, Zugriff am 1. April 2020

Koordinaten: 50° 19′ 8,2″ N, 11° 54′ 27,1″ O